# Андре Фавори
Андре Фавори е френски художник, определян като един от най-ярките представители на модерната фигуративна живопис.

## Биография
Роден е в Париж на 9 март 1888 г. Първо влияние върху творчеството му оказва Пол Сезан, като още на 21 години Фавори започва да рисува в постимпресионистичен стил и да организира свои изложби. През 1913 г. посещава Академията Жюлиан, където общува с Метцингер, Лот, Глез, Де ла Френе, Лорансен и Пикасо. Това тласка младия творец към кубизма, но преживяното по време на Първата световна война коренно променя творческия му мироглед. След 1919 г. той се дистанцира от интелектуализма на кубизма и започва да изучава похватите и маниера на Рубенс в Белгия. Развит колорист, Фавори започва да рисува екстравагантни голи женски тела и пищни портрети, изпълнени с чувствено-лиричен дух. Това му печели няколко постоянни изложби в Брюксел, а по-късно и в Париж – Тюйлери, Есенния салон, Салон Нуво, Националното дружество за изящни изкуства. През 20-те години на ХХ век Фавори организира изложби и в Рим, Лондон, Цюрих, Амстердам, Ню Йорк, Токио. Изявите му като илюстратор включват Les Poèmes de l'humour triste на Жул Сюпервил (1919), Възпитание на чувствата на Гюстав Флобер (1924), Ouvert la nuit на Пол Моран (1924) и Le Jeu de la 'Madame Malade' на Морис Бобур (1926). Развитието на творческата му кариера е прекъснато необратимо от парализа вследствие от автомобилна злополука.

## Галерия
- Баня (1923)
- Модел в почивка (1924)
- Портрет на елегантна дама (1925)
- На брега на езерото (1930)
- Средиземноморски пейзаж (1925)